# Klaus Wrage

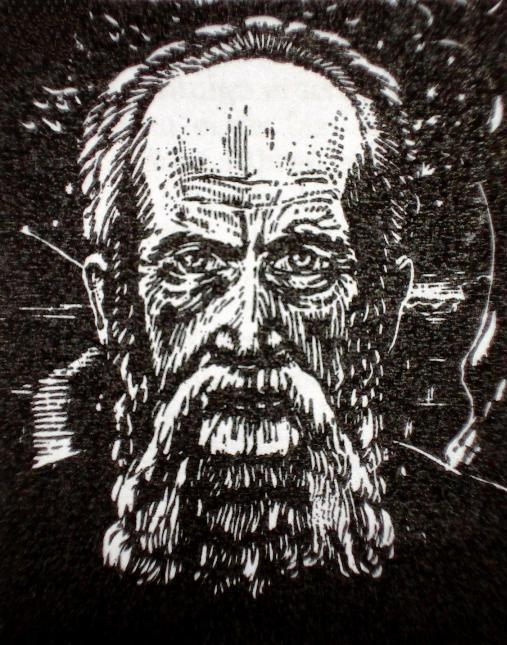
Hinrich Wrage (1843–1912), Holzschnitt von seinem Sohn Klaus Wrage

Klaus Wrage (* 18. April 1891 in Malente-Gremsmühlen; † 11. September 1984 in Eutin-Fissau) war ein deutscher Maler und Grafiker. Er gilt als Erneuerer des Holzschnitts.

## Leben und Werk
Wrage war der Sohn des Landschaftsmalers und Grafikers Joachim Hinrich Wrage und der Landschaftsmalerin Wilhelmine Wrage; seine Schwester Bertha Wrage betätigte sich ebenfalls als Malerin und war mit seinem Freund, dem Maler Karl Lorenz verheiratet.
Nach einem Studium in München und dem Militärdienst im Ersten Weltkrieg kehrte Wrage nach Ostholstein zurück. In dieser Zeit fertigte er neben Aquarellen und einigen Ölbildern vor allem Holzschnitte an. In den sogenannten Blockbüchern setzte er sich mit Dantes Göttlicher Komödie und Edda auseinander.
In der Zeit des Nationalsozialismus war Wrage u. a. Mitglied der NSDAP und der Reichskammer der bildenden Künste. Für diese Zeit ist seine Teilnahme an zwölf großen Gruppen- und fünf Einzelausstellungen sicher belegt.
Wrage war seit 1921 verheiratet mit Greta Wrage von Pustau (1902–1989), einer Tänzerin, Ballettmeisterin und Tanzpädagogin.
In den 20er Jahren schenkte Wrage seinen Dante-Zyklus Göttliche Komödie dem Kupferstichkabinett Berlin. Dieser Zyklus ging nach dem Zweiten Weltkrieg verloren, wurde aber 2019 wieder von dem Kupferstichkabinett erworben.

## Rezeption
„Besonders seine drei großen zusammengehörigen Folgen, das Dante-Blockbuch, die Edda-Blockbücher und das Goethe-Blockbuch zeigen (...) eine starke Tendenz zu ‚germanisch-deutschem‘ Gedankengut, das bereits in den 20er Jahren weit verbreitet, in der Zeit des Nationalsozialismus aber besonders stark ideologisiert wurde. Als frühes Mitglied der NSDAP verschaffte sich der Künstler schnell große Aufmerksamkeit und Anerkennung seitens der Nationalsozialisten, profitierte finanziell und in seiner Bekanntheit davon, dass er mit seiner Kunst der Ideologie des Nationalsozialismus folgte. Eine genauere Untersuchung der Blockbücher sowie eine kritische Betrachtung zur Rolle des Künstlers in der Zeit des Nationalsozialismus steht noch aus.“
– Bianca Schulz, Hamburger Kunsthalle.

## Werke
- Helgi und Sigrun. Holle & Co., Berlin [1941]
- Die Frau auf dem Holm. Propyläen-Verlag, Berlin 1934
- Hans Friedrich Blunck, Die Frau auf dem Holm. [1934]
- Das Wölundlied der Edda in 40 Holzschnitten. Westphal, Lübeck 1933.
- Louize Labé, 1555: Sonette in 25 Radierungen. Holm-Presse, Hamburg 1932
- Goethe: "Weltseele", in 10 Kaltnadelradierungen. Holmpresse K. Wrage, Hamburg [23, Blumenau 21] 1931
- Das Wölundlied. Holle & Co., Berlin [1926–1930]
- Dante-Block-Buch. [Selbstverlag], Melante-Gremsmühlen 1925, Handgedruckt.
- Dante-Blockbuch. [Blankenese, Altona, Rissener Landstr. 24]
- Das Edda-Blockbuch. Neumann & Nierendorf, Berlin